# ان‌جی‌سی ۵۰۴
ان‌جی‌سی ۵۰۴ (انگلیسی: NGC 504) یک کهکشان عدسی شکل است که تقریباً ۱۸۹ میلیون سال نوری از سامانه خورشیدی فاصله دارد و در صورت فلکی ماهی قرار دارد. این کهکشان در ۲۲ نوامبر ۱۸۲۷ توسط جان هرشل کشف شد. 